# Oleksandr Kostyliev
Oleksandr Kostyliev, známý jako s1mple (* 2. října 1997), je ukrajinský profesionální hráč počítačové hry Counter-Strike: Global Offensive a známý streamer s více než třemi miliony sledujících na streamovací platformě Twitch. V současnosti (2025) působí v týmu Natus Vincere avšak mu dobíhá víceletý kontrakt. Na IEM Dallas a následujícím Majoru bude bojovat o plnohodnotný přestup do týmu Faze Clan, tým si ho aktuálně "vypůjčil" na zkušební lhůtu. V roce 2019 a 2020 se v každoročním žebříčku fóra HLTV umístil jako 2. nejlepší hráč na světě, a v roce 2021 se umístil na 1. místě.

## Kariéra
Na počátku kariéry nejprve začínal v roli riflera v týmu HellRaisers. V dalších letech se mu začalo dařit i v roli AWPera. Dalšími týmy, kde působil byly FlipSid3 Tactics či Team Liquid. V roce 2013 přešel k týmu Lan Dodgers a později ke Courage Gaming, Hashtag a Amazing Gaming.
V září 2014 podepsal smlouvu v týmu Hellraisers, se kterým se probojoval do čtvrtfinále DreamHack Winter 2014. V lednu 2015 z důvodu zákazu hraní na všech ESL turnajích opustil tým Hellraisers, tento zákaz byl zrušen v únoru 2016 a tak vstoupil do týmu dAT Team, který se po necelém měsíci přejmenoval na FlipSid3 Tactics. Zde působil do 17. července 2015, důvodem jeho odchodu bylo vypadnutí v semifinále turnaje ESWC 2015 a neshody v týmu. Během turnaje ESWC 2015 hrál za tým FlipSid3 Tactics náhradník, americký hráč Martin Spencer (Hiko). S1mple poté působil v týmech Evolution, Worst Players a vrátil se také do Hellraisers a FlipSid3 Tactics, kde působil jako náhradník.
V lednu 2016 se přestěhoval do Spojených států amerických a podepsal smlouvu v Team Liquid, za který hraje také Martin Spencer. Mezi jeho úspěchy patří 3. a 4. místo v turnaji MLG Major Championship: Columbus, kde byl vybrán do all-star zápasu Evropy proti Americe, dále 2. místo v ESL One: Cologne 2016. V srpnu 2016 se vrátil na Ukrajinu, kde hraje v rusko-ukrajinském týmu Natus Vincere, se kterým zvítězil v turnaji ESL One: New York 2016. V lednu 2017 byl vyhlášen 4. nejlepším hráčem v Top 20 players of 2016. V dubnu 2017 činily jeho vydělané peníze z odehraných turnajů 132 457 amerických dolarů, v roce 2022 to už bylo 1 648 586 dolarů. Jeho nejúspěšnějším rokem se stal rok 2021 kde vyhrál BLAST Premier Global Final, IEM Cologne, ESL Pro League Season 14, PGL Major Stockholm, BLAST Premier Fall Finals a BLAST Premier World Final.

## Herní vybavení
| Monitor    | BENQ XL2546K                 |
| Sluchátka  | Logitech G Pro X Headset     |
| Myš        | Logitech G Pro X Superlight  |
| Podložka   | Hator It's nice to be S1mple |
| Klávesnice | Logitech G915 TKL            |

## Herní nastavení
| Mouse DPI           | 400                |
| Mouse HZ            | 1000               |
| Windows sensitivity | 6                  |
| Ingame sensitivity  | 3.09               |
| Herní rozlišení     | 1280x960 stretched |

Crosshair: cl_crosshairalpha 255; cl_crosshaircolor 4; cl_crosshairdot 1; cl_crosshairgap -3; cl_crosshairsize 3; cl_crosshairstyle 5; cl_crosshairusealpha 1; cl_crosshairthickness 0; cl_crosshair_drawoutline 0; cl_crosshair_sniper_width 1;
Viewmodel: viewmodel_fov 68; viewmodel_offset_x 2.5; viewmodel_offset_y 0; viewmodel_offset_z -1.5; viewmodel_presetpos 3; cl_viewmodel_shift_left_amt 1.5; cl_viewmodel_shift_right_amt 0.75; viewmodel_recoil 0; cl_righthand 1;